# 柚子湯
柚子湯（ゆずゆ）とは、柚子を浮かべた風呂である。

## 解説

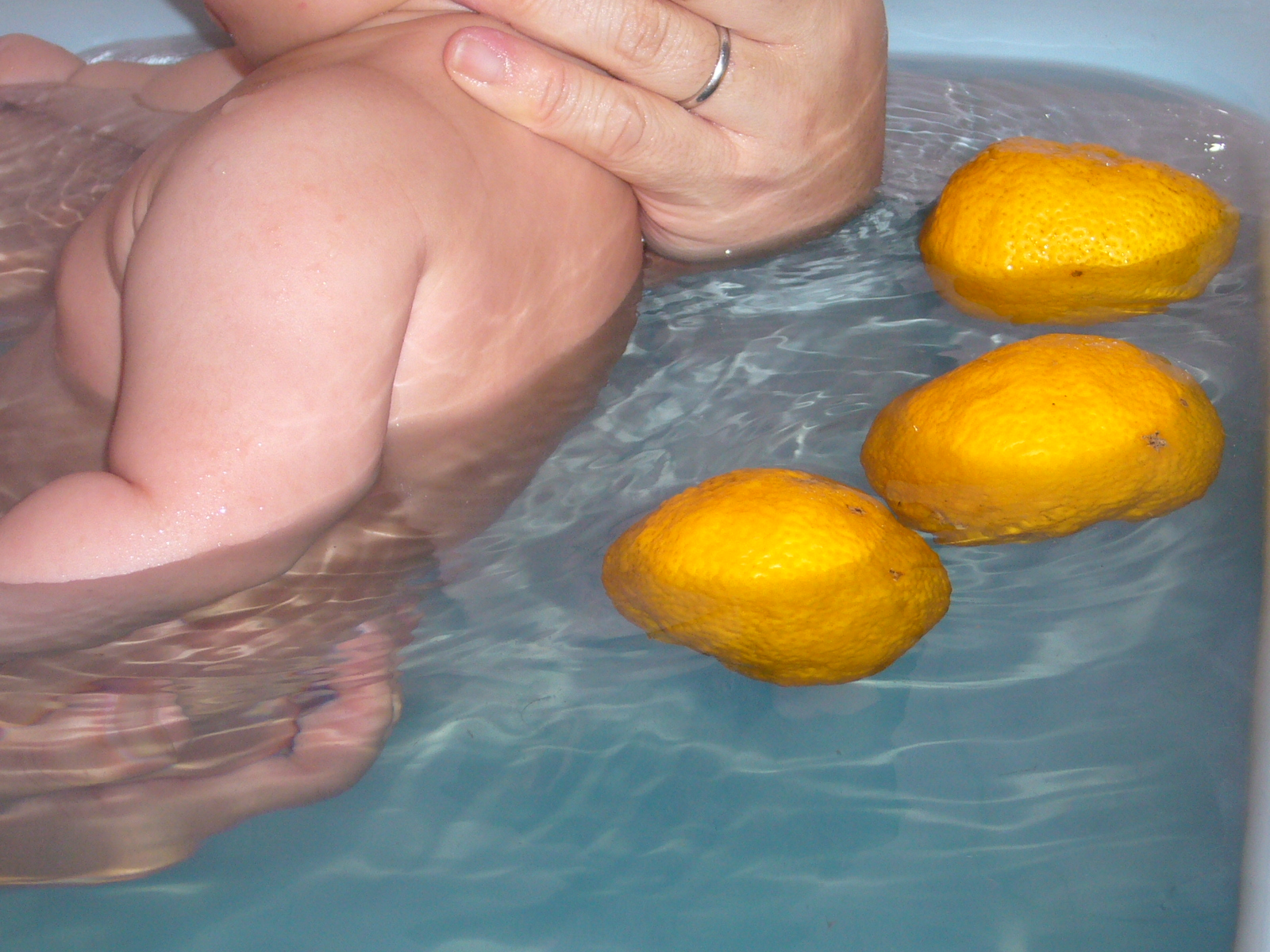
ゆず湯の習慣

日本では、江戸時代に冬至の日、銭湯に柚子を輪切りにして入れて沸かす柚子湯があった。ひび・あかぎれ・感冒などの予防のためという。京阪には柚子湯がなかった。江戸の町は、急激な町づくりが進み埃っぽい状態だったため、毎日風呂に入ることが、江戸の人々の楽しみであった。古来催し湯というのがある。新年の丁子湯、暑中の桃の湯などそれぞれ悪疫、災厄をはらう縁起の湯として、端午の節句の菖蒲湯、冬至の柚子湯がある。ことわざにも「冬至に柚子湯に入ると風邪を引かぬ」と言われている。冬至の日において、柚子湯を用意する銭湯もある。
柚子湯の作り方としては、柚子の果実を5 - 6個輪切りにして、湯に浮かべる。皮膚が弱い人は、輪切りにした柚子の果実を熱湯で20 - 30分蒸らし、その後、布袋に入れて湯に浮かべるとよい。
「柚子湯」は冬の季語でもある（なお柚子は秋の季語である）。
冬至と柚子との関連は必ずしも明らかではない。柚子湯の習慣は銭湯の登場以後のことであり、一説に湯治（とうじ）と冬至（とうじ）との語呂合わせで、身体息災であれば融通（ゆうずう）が利くとのこじつけであるという。または黄色い柚子を太陽に見立てお湯を海に見立てて、日の入りと日の出に仕立てた遊びとも言われる。
現代科学において、血液の流れを良くする血行促進効果があり、風邪の予防だけではなく、冷え性や神経痛、腰痛などを和らげる効果があるとされている。
検査では、更湯（普通のお湯）と柚子湯に入浴後のノルアドレナリンを比べたところ、4倍の差が出た。ノルアドレナリンは血管を収縮させる効果のある成分なので、それだけ血管が拡張していたことが分かる。果皮に含まれるクエン酸やビタミンCにより、ひび・あかぎれを改善したり、皮の芳香油が湯冷めを防ぐとされている。